# Podachaenium chiapanum
Podachaenium chiapanum là một loài thực vật có hoa trong họ Cúc. Loài này được B.L.Turner & Panero miêu tả khoa học đầu tiên năm 1992.